# شعير متعرج
شعير متعرج (الاسم العلمي:Hordeum flexuosum) هي نوع نباتي يتبع جنس الشعير من الفصيلة النجيلية.  